# Politiek-wettelijke factoren
Politiek-wettelijke factoren zijn wettelijke factoren die uit de macro-omgeving komen. Ze zijn met name van invloed op het ondernemerschap en bedrijfsbeleid. Politiek-wettelijke factoren worden als volgt verder onderverdeeld:
- De verschillende staatsvormen zoals democratie of dictatuur.
- De samenstelling van het kabinet en het parlement.
- Het overheidsbeleid en de wetgeving.